# Amaru Entertainment
Amaru Entertainment è un'etichetta discografica statunitense, fondata nel 1997 da Afeni Shakur, la madre del defunto rapper Tupac Shakur. L'etichetta è stata fondata con lo scopo di editare e pubblicare in album postumi il materiale inedito di Tupac, ed ha acquistato i diritti degli album 2Pacalypse Now, Strictly 4 My N.I.G.G.A.Z, Thug Life Vol. 1 e Me Against the World, e il film Tupac: Resurrection.